# Districtes de Palma
El municipi de Palma es divideix en cinc districtes diferents. Estan organitzats mitjançant una Junta Municipal de Districte amb el seu corresponent delegat, oficines administratives i representants de les associacions veïnals de la zona.
Els districtes es regeixen pel Reglament orgànic de Districtes de Palma, que va ser acordat per l'ajuntament en el ple del 25 de novembre de 2004. El 2005, el mateix ple rebutjà les al·legacions al text i el reglament fou aprovat definitivament.

## Districtes i barris
La ciutat es divideix administrativament en cinc districtes, que al seu torn se subdivideixen en 89 barris:
|  | Districte       | Població (2018) | Barris |
|  | --------------- | --------------- | --- |
|  | Centre          | 26.147          | La Calatrava, Cort, Jaume III, La Llotja-Born, Mercat, La Missió, Montision, Plaça dels Patins, Sant Pere, Sant Jaume, Sant Nicolau, La Seu, Sindicat, Zona portuària i Cabrera. |
|  | Llevant         | 153.624         | Marquès de la Fontsanta, Son Rullan, Verge de Lluc, Son Cladera, El Viver, Rafal Vell, Son Fortesa Nord, Estadi Balear, Son Fortesa Sud, Son Gotleu, Can Capes, Son Canals, La Soledat Nord, Pere Garau, Foners, Polígon de Llevant, La Soledat Sud, Son Malferit, Aeroport, Es Pil·larí, Son Ferriol, S'Aranjassa, Sant Jordi, Sa Casa Blanca                  |
|  | Nord            | 90.724          | El Secar de la Real, Establiments, Son Espanyol, Son Sardina, Cas Capiscol, Camp Rodó, Bons Aires, Plaça de Toros, Son Oliva, Amanecer, s'Olivera, La Indioteria (urbà), La Indioteria (rural), Arxiduc |
|  | Platja de Palma | 41.541          | L'Arenal, Son Riera, Can Pastilla, Can Pere Antoni, Es Coll d'en Rabassa, Les Meravelles i El Molinar |
|  | Ponent          | 112.006         | Sant Agustí, Cala Major, Portopí, La Bonanova, Gènova, El Terreno, Bellver, Son Armadans, Sa Teulera, Son Espanyolet, Son Dureta, Santa Catalina, El Jonquet, Son Peretó, Son Flor, Son Serra-La Vileta, Son Roca, Son Ximelis, Son Anglada, Son Rapinya, Los Almendros - Son Pacs, Son Xigala, Son Vida, Son Cotoner, Son Dameto, Camp d'en Serralta, El Fortí |
|  | TOTAL           | 424.042,000     | |

## Galeria d'imatges

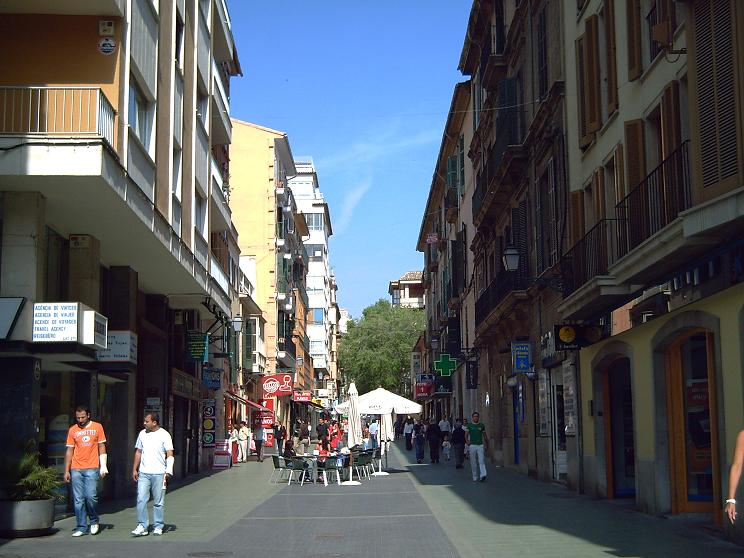
Carrer dels Oms, situat al districte Centre
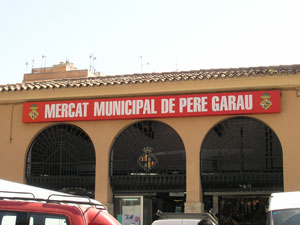
Edifici del mercat de Pere Garau situat al barri homònim, al districte Llevant
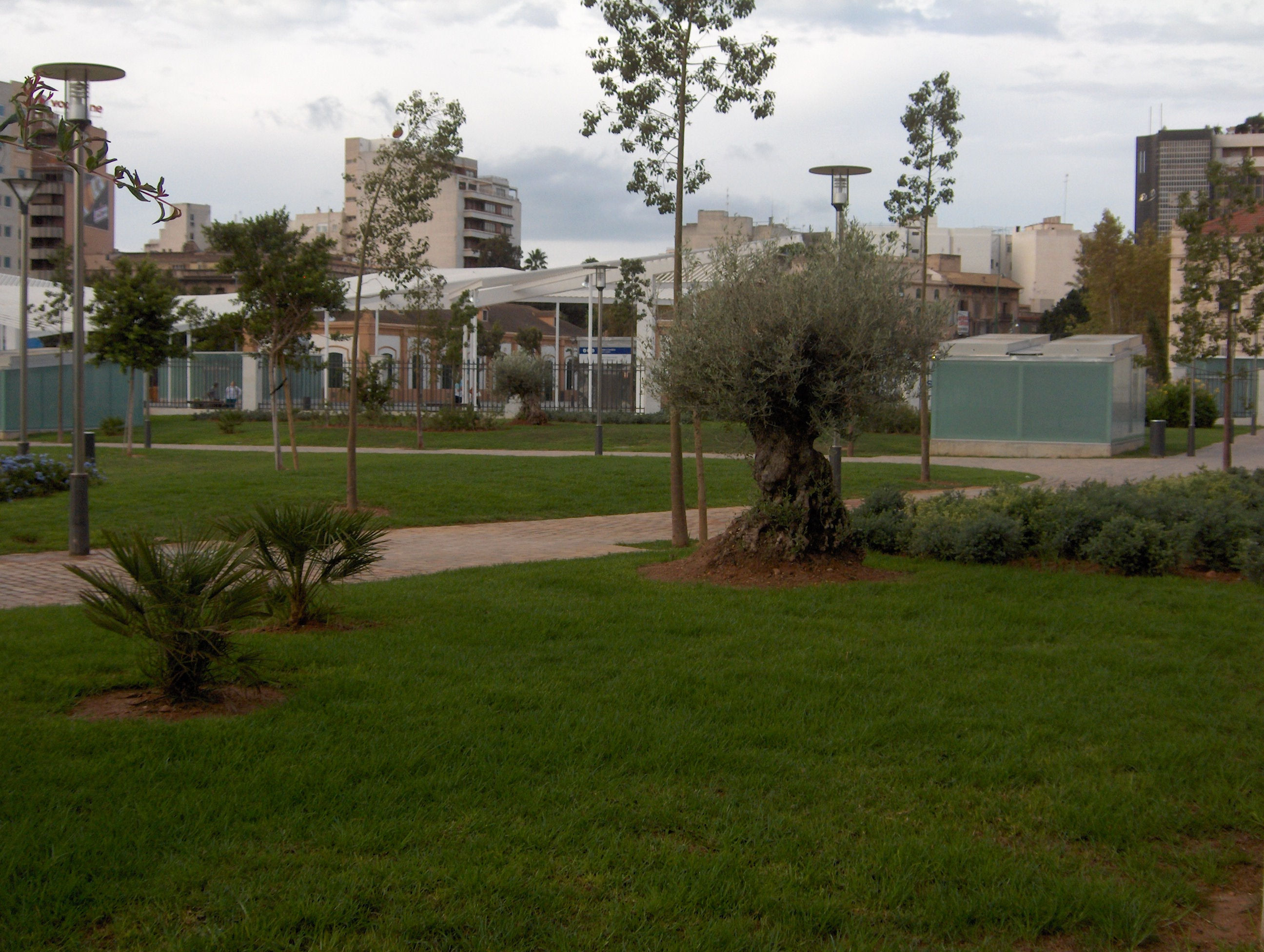
El parc de les Estacions, que pertany al districte Nord
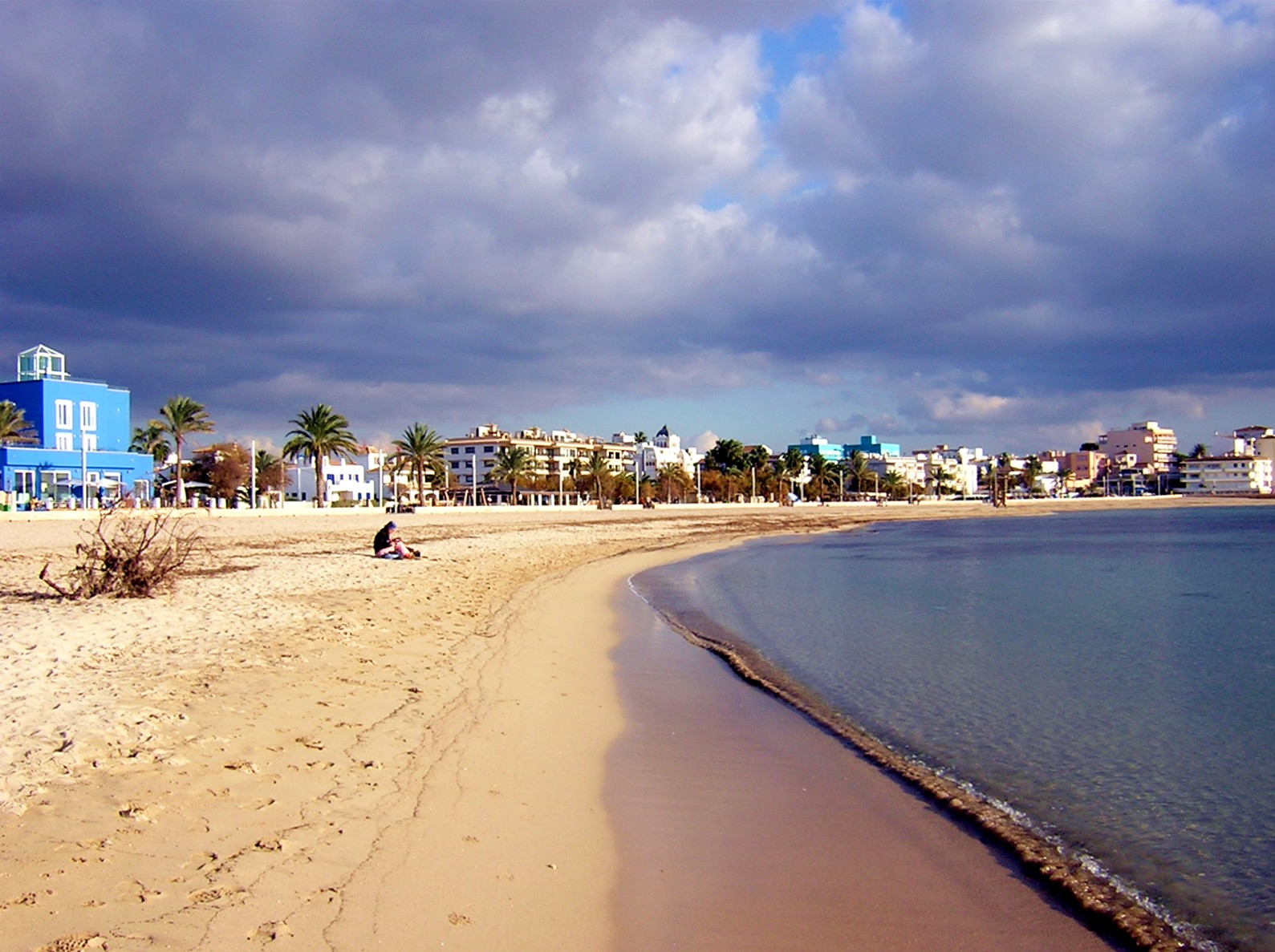
La platja de Ciutat Jardí, situada al districte Platja de Palma
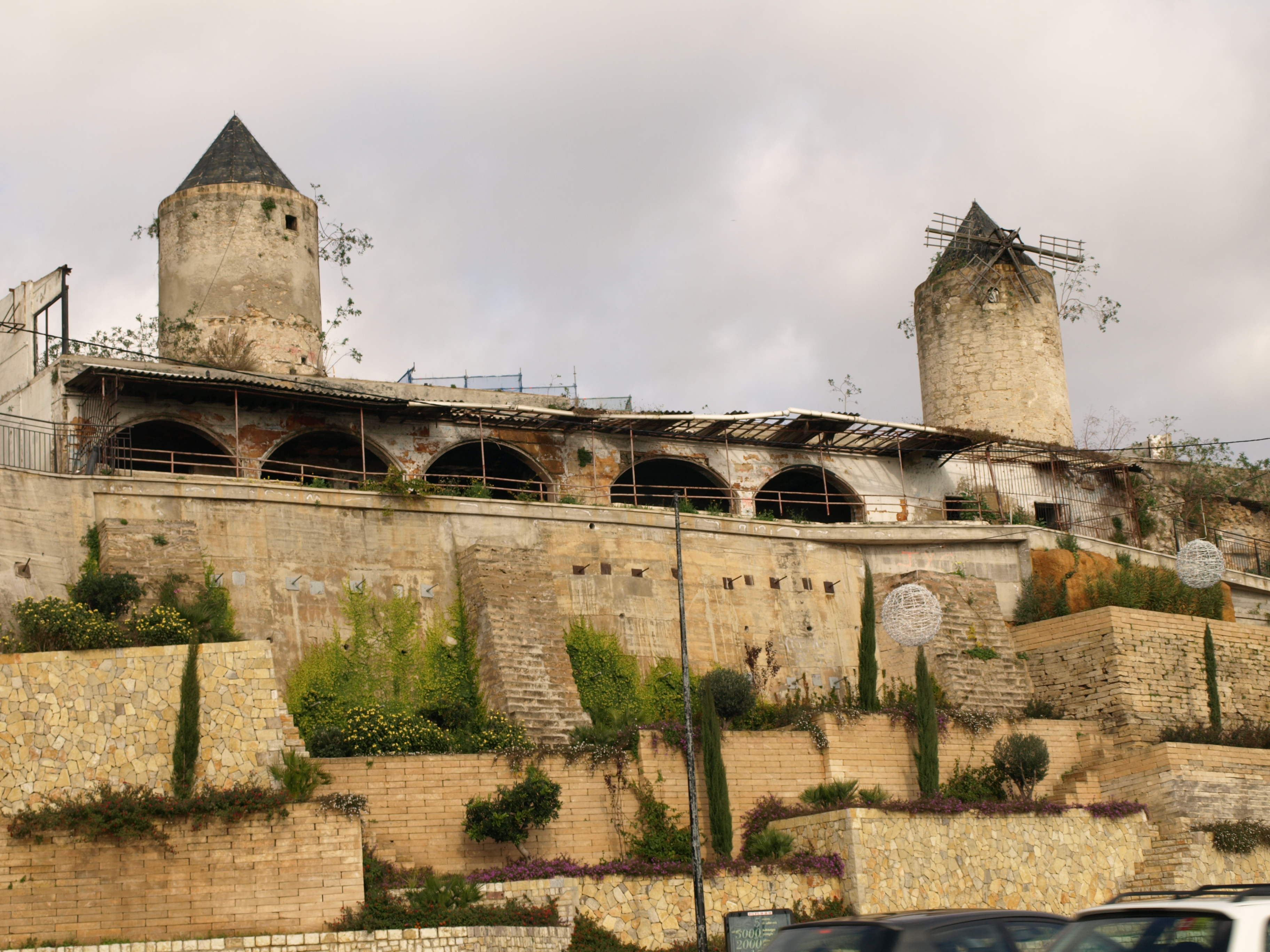
Molins del Jonquet, al districte Ponent